# 庫珀鎮區 (密歇根州)
庫珀鎮區（英語：Cooper Township）是位於美國密歇根州卡拉馬祖縣的一個特設鎮區。

## 地方資料
庫珀鎮區的面積為94.90平方千米，當中陸地面積為94.10平方千米，而水域面積為0.80平方千米。根據2020年美國人口普查的數據，當地共有人口10418人，而人口密度為每平方千米109.78人。